# Jean-Jacques Castex
Jean-Jacques Castex fue un escultor francés nacido en Toulouse el 9 de abril de 1731 y fallecido en París en 1822.

## Datos biográficos

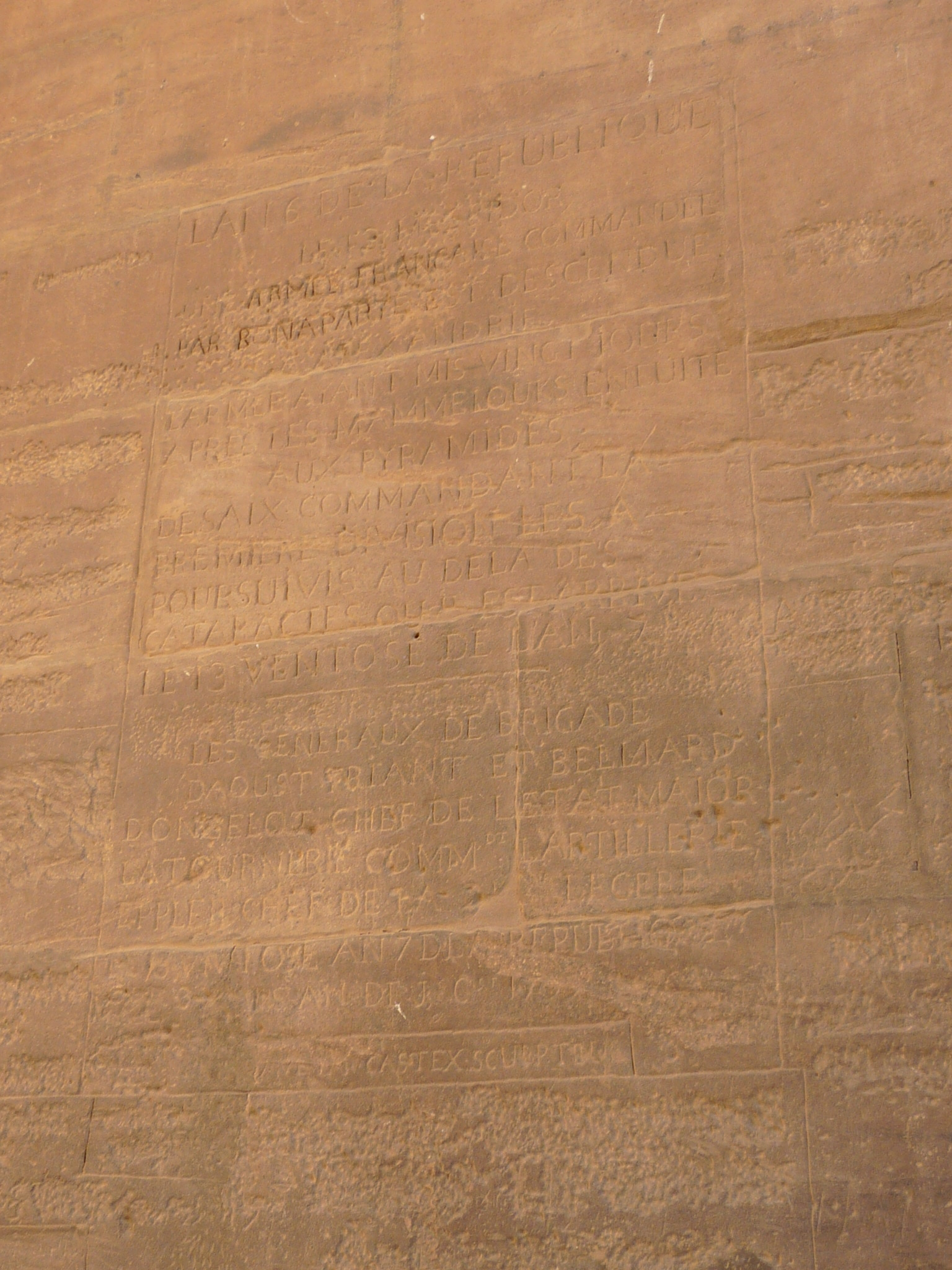
Texto grabado en los muros del templo de File.

Formó parte de la Campaña de Egipto .
En enero de 1799 acompañó al ingeniero geógrafo Bertre en su viaje a El Fayum. Formó parte de la comisión encabezada por Girard, quien dejó el Cairo el 19 de marzo de 1799 hacia el Alto Egipto. Realizó un modelo en cera, reducido a un tercio del Zodiaco de Dendera. 
El modelo, basado en los dibujos que había traído de Egipto, un Zodiaco, que figuraba en el Salón de 1819 junto con un proyecto de la tumba del General Kleber. El mármol tallado por Castex del Zodiaco de Derdera se conserva en el museo Fitzwilliam, Cambridge, Inglaterra.
Es famoso por haber tallado en la piedra del templo de File la famosa inscripción: 

"El año 6 de la República, el 15 de messidor

un ejército francés,
comandado por Bonaparte, 
desembarcó en Alejandría . 
El ejército veinte días después, 
ha hecho huir a los mamelucos en las pirámides , 
Desaix, al mando de la primera división, 
ha llegado hasta más allá de las cataratas, 
a donde llegó el 13 Ventose del Año 7 . 
Los generales de brigada
Davoust, Friant y Belliard,
Donzelot, jefe de Estado Mayor, 
Latournerie, comandante de artillería 
Eppler, líder de la 21 ª ligera, 
el 13 Ventôse , año 7 de la República
3 de marzo, año de Cristo 1799.

grabado por el escultor Castex".

A pesar de su talento, murió en la pobreza en el Hotel-Dieu de París.